# TC-1698
TC-1698 je lek koji deluje kao parcijalni agonist na α7 tipu neuronskog nikotinskog acetilholinskog receptora. On ima neuroprotektivne efekte u žibotinjskim studijama, i korišten je kao vodeće jedinjenje za razvoj potentnih derivata.